# Acrophymus cuspidatus
Acrophymus cuspidatus är en insektsart som först beskrevs av Karsch 1900.  Acrophymus cuspidatus ingår i släktet Acrophymus och familjen gräshoppor. Inga underarter finns listade i Catalogue of Life.